# Heure d'été du Royaume-Uni
Pour les articles homonymes, voir BST.

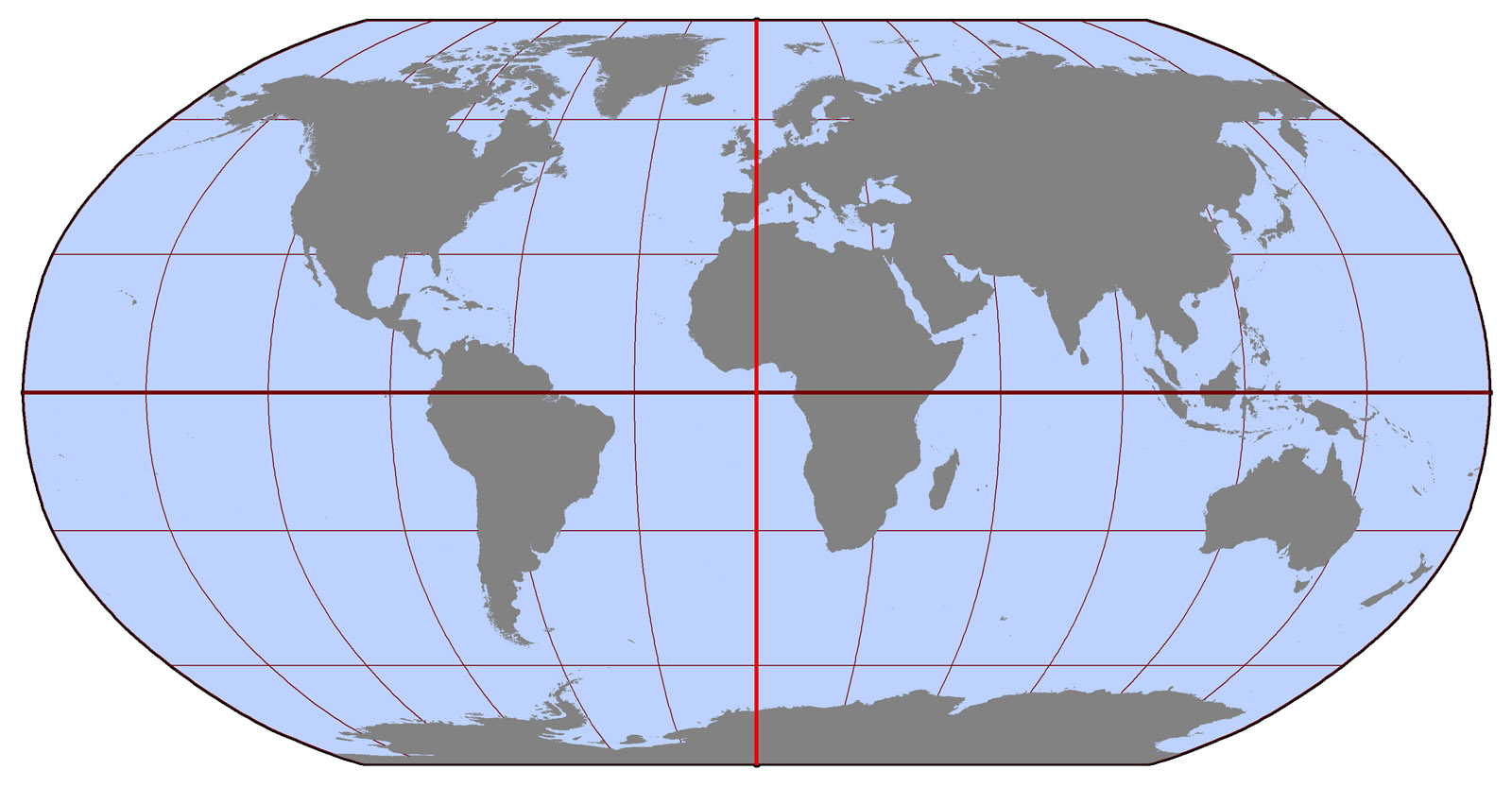
Sur cette carte, la ligne rouge verticale représente le méridien de Greenwich.

L'heure d'été du Royaume-Uni (en anglais : « British Summer Time », en abrégé BST) est le temps civil durant les mois de printemps et d'été au Royaume-Uni, ce qui signifie que les horloges du temps moyen de Greenwich (GMT) sont avancées d'une heure (UTC+1). La période du « British Summer Time » commence le dernier dimanche de mars et se termine le dernier dimanche d'octobre. Bien que populaire à son apparition en 1916, la pratique est maintenant parfois remise en question.

## L'instauration et les premières années
Il a premièrement été établi par le Summer Time Act de 1916, après la campagne par le constructeur William Willet. Sa première proposition était d'avancer les horloges de 80 min, en avançant de 20 min chaque dimanche en avril et de répéter inversement la procédure en septembre. À cette époque, le BST commençait le 21 mai et se terminait le 1er octobre.

## Les périodes de déviations
Durant la Seconde Guerre mondiale les Britanniques conservaient l'heure d'avance sur le Temps moyen de Greenwich au début de l'hiver de 1940 et continuaient d’avancer d'une heure pour l'été jusqu'à juillet 1945. Au cours de ces étés l'Angleterre était 2 heures d'avance sur le GMT et fonctionnait sur le « British Double Summer Time » (BDST) soit le « Double temps d'été britannique ». Les horloges furent remises au GMT à la fin de l'été de 1945. En 1947, en raison de graves pénuries de carburant, les horloges étaient avancées d'une heure deux fois durant le printemps et étaient reculées d'une heure deux fois durant l'automne, de telle sorte que la Grande-Bretagne était de retour au BDST au fort de l'été.
Une enquête au cours de l'hiver 1959-60 a consulté 180 organisations nationales, et a révélé une légère préférence face à changer pour que le temps soit toujours à GMT+1, mais la période a été prolongée en tant qu’essai plutôt que d'abolir le GMT. Une autre enquête, durant 1966-67 dirigée par le gouvernement d'Harold Wilson pour expérimenter le British Standard Time, avec la Grande-Bretagne restant sur le GMT+1 toute l'année. Cela a eu lieu entre le 27 octobre 1968 et le 31 octobre 1971, lorsqu'il y eut un retour à l'arrangement précédent.[pas clair]
L'analyse des données d'accidents pour les deux premières années a démontré une augmentation du nombre de victimes dans la matinée, et une diminution substantielle dans la soirée, avec un total d'environ 2 700 personnes de moins tuées ou grièvement blessées au cours des deux premiers hivers de l'expérience, à une période où environ 1 000 personnes par jour étaient tuées ou gravement blessées sur les routes. Cependant, la période coïncide avec l'introduction de la loi sur l'alcool au volant, et les estimations ont ensuite été modifiées à la baisse en 1989.
L’essai fut l'objet d'un débat le 2 décembre 1970, la chambre des communes vota en faveur de l'arrêt de l'expérience par 366 contre 81 votes.

## Débats sur la réforme
Des militants, incluant la RoSPA (en) ainsi que les militants de 10:10, firent la suggestion que l'heure d'été britannique soit maintenue au cours de l'hiver et que l'heure soit doublée durant la période actuelle de l'heure d'été, mettant ainsi le Royaume-Uni une heure de plus que le GMT l'hiver et deux de plus l'été. Cette proposition se nomme Single/Double Summer Time-- (SDST), littéralement « l'Heure d'Été Simple/Double », ce qui voudrait dire que le Royaume-Uni adopterait le même fuseau horaire que des pays d'Europe comme la France, l'Allemagne et comme l'Espagne (HNEC et HAEC)
La Royal Society for the Prevention of Accidents (en) soutenait le fait que ce changement réduirait le nombre d'accidents durant cette période en raison des soirées plus lumineuses. RoSPA demande qu'on répète l'essai de 1968-71 avec des méthodes d'évaluation modernes.
Bien que 10:10 aient été en accord avec les avantages sur la sécurité, leur campagne était plus axée sur le fait que s'il faisait plus clair le soir, le Royaume-Uni pourrait réduire de 500 000 tonnes sa production de CO2 chaque année, l'équivalent d'enlever 185 000 voitures des routes de manière permanente.
Les opposants de ces propositions sont des fermiers et d'autres travailleurs en extérieur, ainsi que beaucoup de citoyens d'Écosse et d'Irlande du Nord, car en hiver le soleil ne se lèverait pas avant 11 h ou même plus tard dans ces régions. Néanmoins, en mars 2010 l'Union nationale des Fermiers (Angleterre et pays de Galles) indiqua que finalement qu'ils n'étaient pas contre le changement, mais bien relativement neutres, avec beaucoup de fermiers qui préfèreraient ce changement.
Le journaliste Peter Hitchens, contrairement aux autres, croit qu'il faudrait abolir le BST, favorisant le GMT toute l'année. En fait, plusieurs soutiennent le fait qu'il y ait un manque d'avantages pratiques sur le fait d'ajuster le temps, argumentant que si l'on changeait les heures de travail et/ou d'école on obtiendrait des résultats similaires, sans affecter un standard scientifique.

## Statut actuel et tentatives parlementaires de changement
L'arrangement actuel est maintenant défini par le nommé the Summer Time Order 2002, littéralement « le règlement 2002 relatif à l'heure d'été », selon lequel ce serait « ...the period beginning at one o'clock, Greenwich mean time, in the morning of the last Sunday in March and ending at one o'clock, Greenwich mean time, in the morning of the last Sunday in October. » .
Dans la note explicative jointe à ce réglement, le but de ce texte de 2002 est de mettre en conformité le Royaume-Uni avec une directive européenne (même référence).